# Dyker Heights

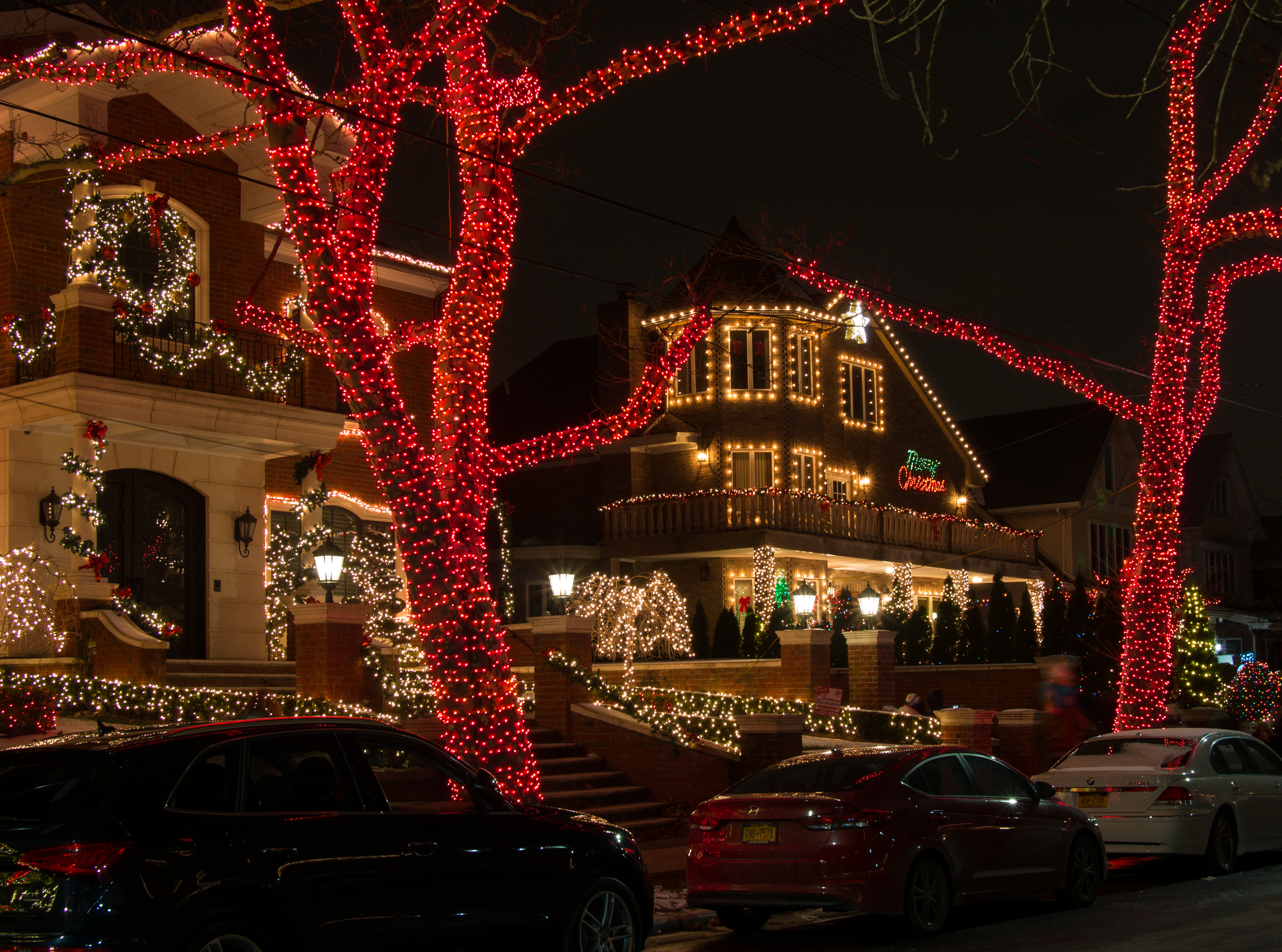
Case decorate a Dyker Heights nel dicembre 2017

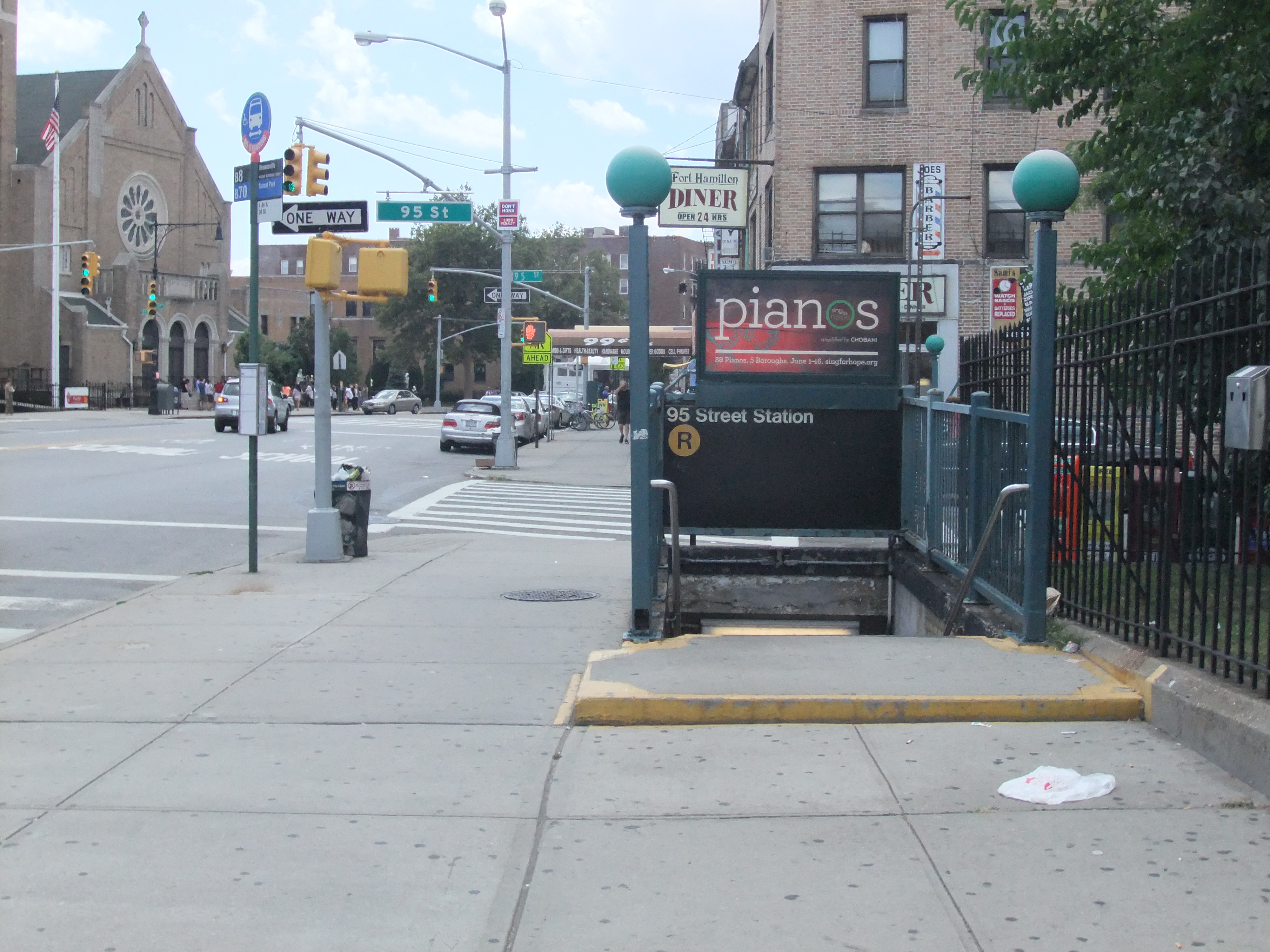
Stazione metropolitana di Bay Ridge-95th Street

Dyker Heights è un quartiere di Brooklyn a New York. Si trova su una collina tra Bay Ridge, Bensonhurst, Borough Park, e Gravesend Bay. Il quartiere è circondato dalle strade 7th Avenue, 14th Avenue, 65th Street, e la Belt Parkway (strada panoramica della cintura). Nasce come uno sviluppo edilizio di lusso nell'ottobre 1895 quando Walter Loveridge Johnson prese una porzione di bosco nell'area. Ora fa parte del Brooklyn Community Board 10 e politicamente al 43º distretto del Consiglio della città di New York.

## Trasporti
Il centro di Dyker Heights non è servito dalla metropolitana, quindi chi ci vive usa la fermata di Bay Ridge della linea BMT Fourth Avenue con le stazioni Bay Ridge Avenue, 77th Street, 86th Street e 95th Street L'estremità più a sud di Borough Park è servita dalla linea BMT Sea Beach (Template:NYCS trains), con delle stazioni a Fort Hamilton Parkway e New Utrecht Avenue. Bensonhurst è servita dalla linea BMT West End (Template:NYCS trains), con stazioni nella 79th Street, 71st Street e 62nd Street..
Diverse linee di autobus servono il quartiere di Dyker Heights: 
- B1
- B4
- B8
- B9
- B16
- B64
- B70
- X28
- X38